# Schiebel Elektronische Geräte GmbH
Schiebel Elektronische Geräte GmbH eller bara Schiebel är en österrikisk försvarsmaterieltillverkare. 

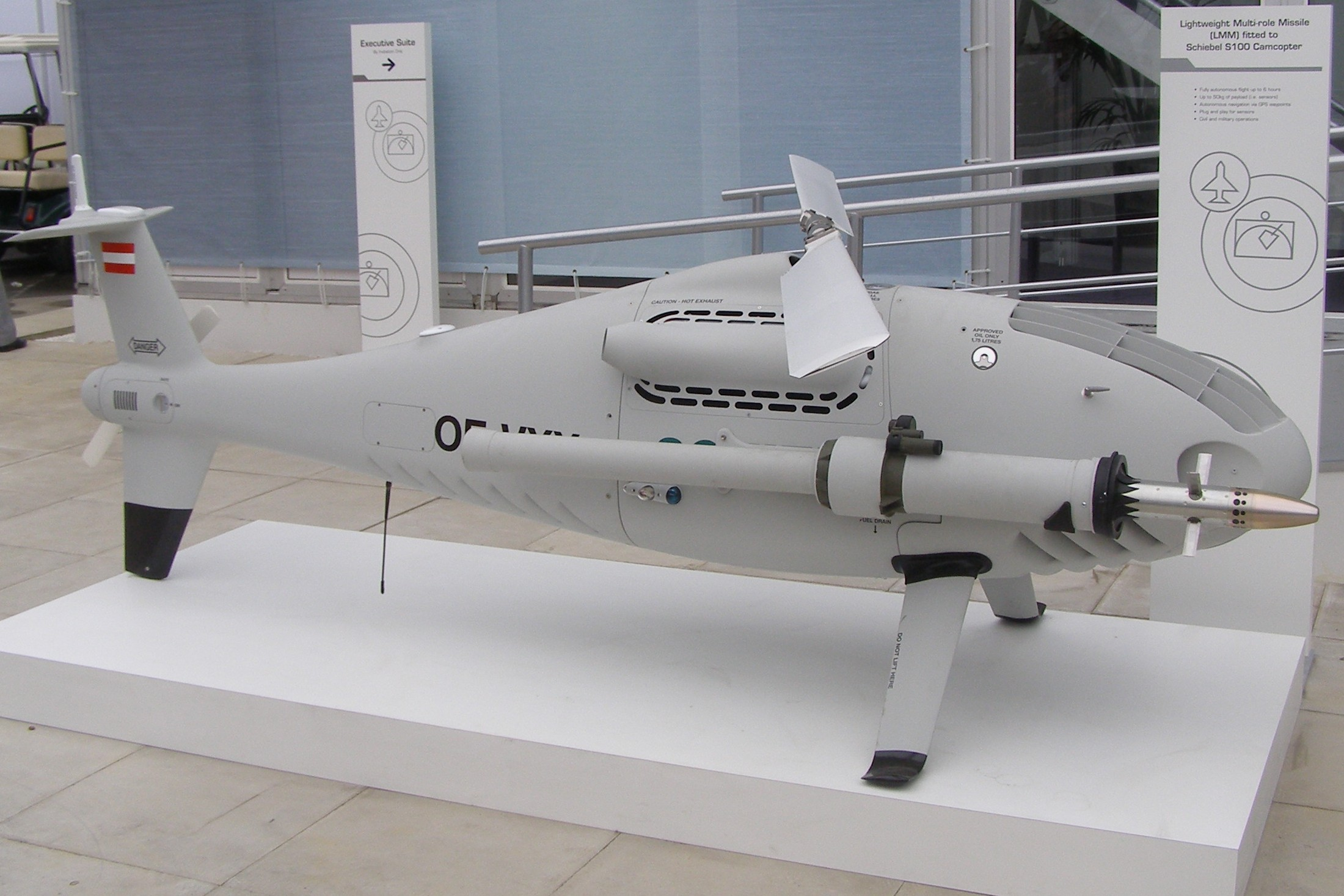
S-100 (deras UAV) med en missil.

 De tillverkar UAV:er och mindetekteringsutrustning, alltså utrustning som spårar och förstör minor. Företaget grundades 1951 och sysslade från början med småskalig elektroniktillverkning. Tillverkningen av mindetekteringsutrustning började under 80-talet. 
Företaget har strax under 200 anställda, exporterar en större del av tillverkningen till USA, Frankrike, Tyskland, Pakistan, och länder i mellanöstern. De har kontor och tillverkning i: 
- Wien (Huvudkontor): Europa, Afrika, Asien (förutom Sydostasien)
- Abu Dhabi, Förenade Arab Emiratet („Schiebel Mellanöstern“): Nära östern
- Washington D.C., USA („Schiebel Technology Inc.“): Nord- och Sydamerika
- Phnom Penh, Kambodja („Schiebel S.E. Asia“): Sydostasien, Oceanien, Australien

De har fått pris för innovativa produkter. Bland produkterna finns CAMCOPTER S-100 (en UAV), ATMID (mindetekteringsutrustning för person), MIMD(mindre dito), VAMIDS (mindetekteringsutrustning för fordon). Ett kit, AN-19/2, finns till ATMID.